# 立売堀川
立売堀川（いたちぼりがわ）は、かつて大阪府大阪市を流れていた運河。

## 地理
西横堀川の助右衛門橋上流側より分流し、西に向かって流れて百間堀川と木津川に注いでいた。長さは約1.3km。現在の西区立売堀のうち、立売堀北通 - 立売堀南通間にあたる。

## 歴史
1620年（元和6年）に始まった開削工事は一時中断してしまったが、宍喰屋次郎右衛門によって1626年（寛永3年）に完成した。大坂の陣において伊達氏が布陣した場所だったことから伊達堀川と名付けられ、「だて」を「いたち」と誤読したことに由来すると言われる。のちに立売御免の材木市が開かれる場所となり、「立売」の字があてられるようになった。
- 1626年（寛永3年） 開削。
- 1956年（昭和31年） 埋立。

## 架かっていた橋
上流から
- 新一橋
- 阿古島橋 - 四つ橋筋
- 槌橋
- 明治橋 - なにわ筋
- 阿波橋
- 立売橋
- 宍喰屋橋 - あみだ池筋
- 西二橋 - 新なにわ筋
- 高橋